# Рефрижераторний контейнер

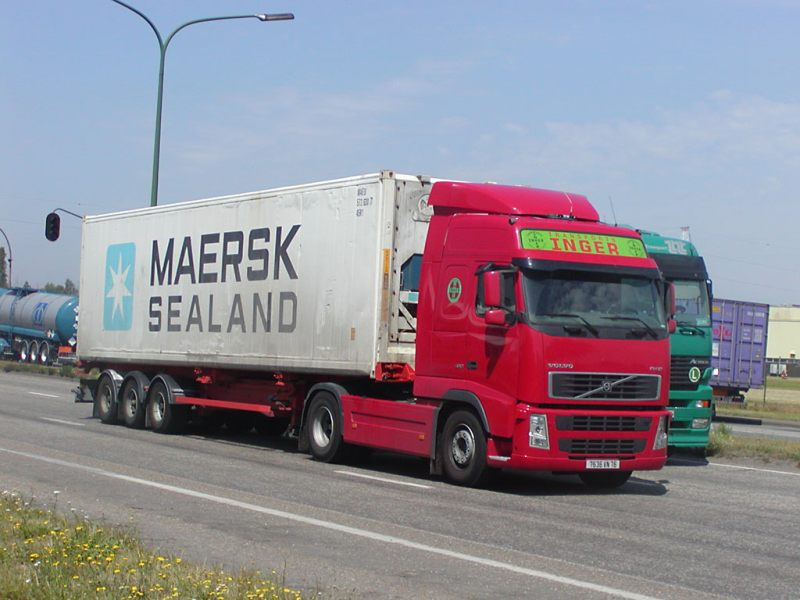
Зовнішній вигляд із вантажівкою

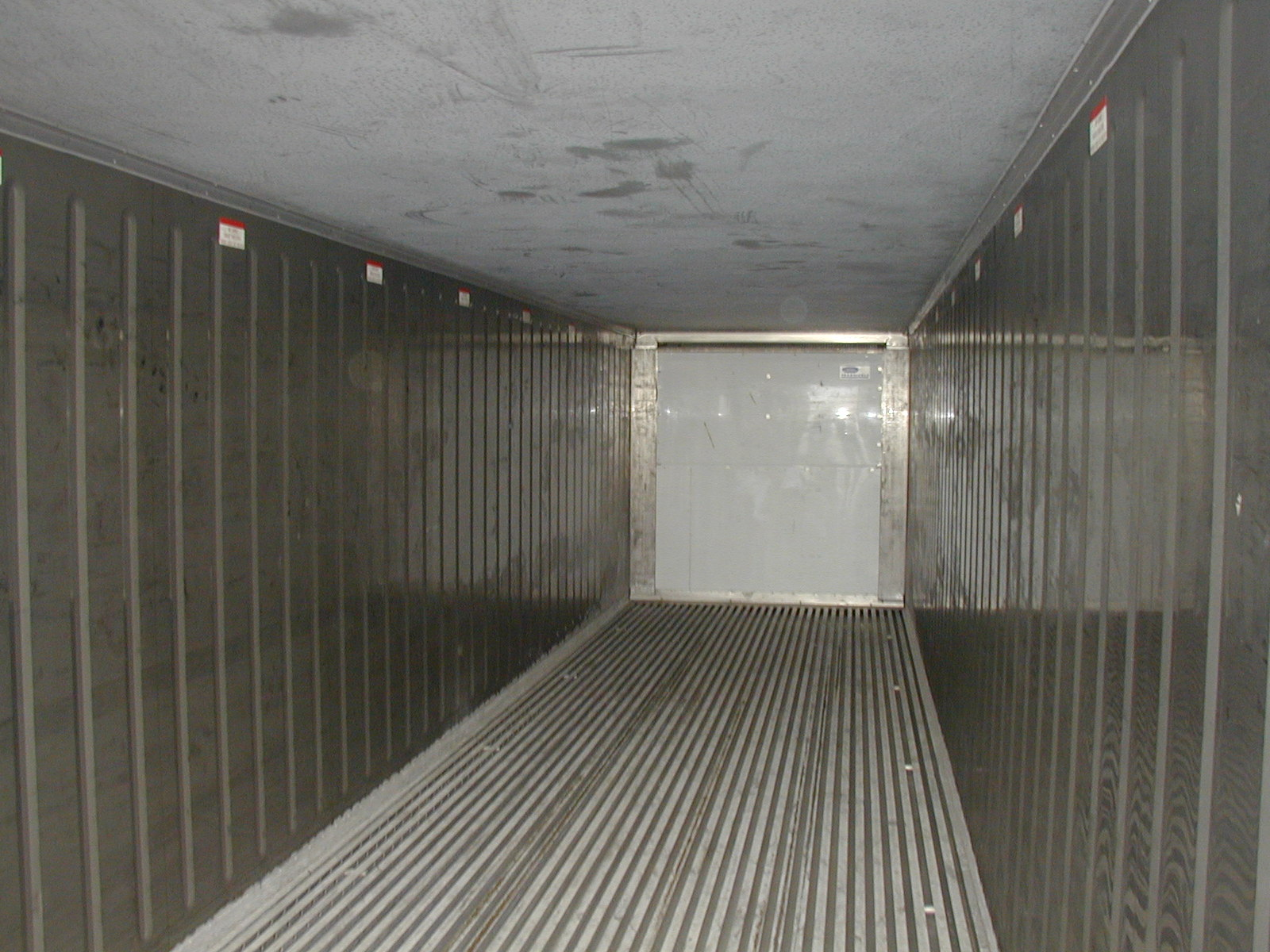
Усередині рефрижераторного контейнера. Проміжки у підлозі дозволяють повітрю циркулювати.

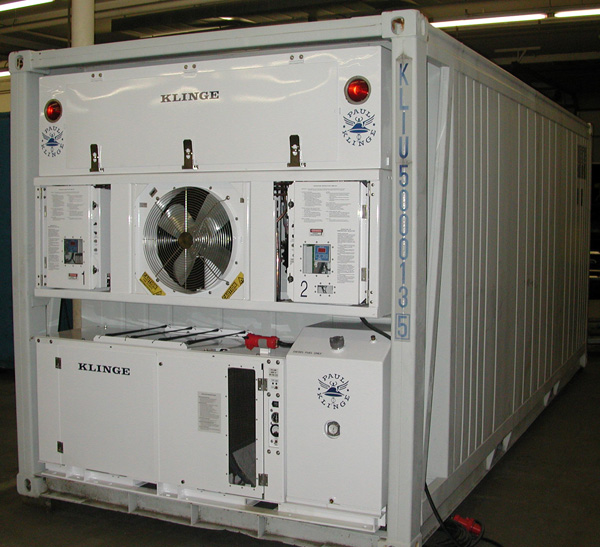
Рефрижераторний контейнер

Рефрижераторний контейнер (англ. Refrigerator container, англ. reefer) — контейнер, який обладнаний холодильною установкою. Використовується для транспортування вантажів, чутливих до температур. Найчастіше має алюмінієвий корпус і пінополіуретановий утеплювач. За допомогою таких контейнерів здійснюються дешеві перевезення свіжої або замороженої продукції з будь-яких частин світу.